# Xylopia blancoi
Xylopia blancoi este o specie de plante angiosperme din genul Xylopia, familia Annonaceae, descrisă de S. Vidal. Conform Catalogue of Life specia Xylopia blancoi nu are subspecii cunoscute.